# Воден (Хасковська область)
Во́ден (болг. Воден) — село в Хасковській області Болгарії. Входить до складу общини Димитровград.

## Населення
За даними перепису населення 2011 року у селі проживали 307 осіб.
Національний склад населення села:
| Національність   | Кількість осіб | Відсоток |
| ---------------- | -------------- | -------- |
| болгари          | 240            | 79,7%    |
| цигани           | 59             | 19,6%    |
| Всього відповіли | 301            |          |

Розподіл населення за віком у 2011 році:
Динаміка населення: